# Быховский уезд
Бы́ховский уе́зд — административная единица Могилёвской губернии Российской империи, существовавшая в 1777—1796 и 1802—1923 годах. Уездный город — Быхов.

## География
Уезд занимал западную часть Могилёвской губернии. Площадь — 4105,8 кв. вёрст.

## История
Уезд образован 22 марта 1777 в составе Могилёвского наместничества под наименованием Старобыховский. В 1796 году Могилёвское наместничество и Старобыховский уезд были упразднены и включены в состав Белорусской губернии. В 1802 году Старобыховский уезд был восстановлен уже в составе Могилёвской губернии. В 1852 году уезд переименован в Быховский.
С 1919 года Быховский уезд стал частью вновь созданной Гомельской губернии России.
В 1923 году Быховский уезд был упразднён и включён в состав вновь образованного Калининского уезда.

## Население
По переписи 1897 года население уезда составляло 124 820 человек, в том числе в Быхове — 6381 жит.

### Национальный состав
Национальный состав по переписи 1897 года:
- белорусы — 110 052 чел. (88,2 %),
- евреи — 11 335 чел. (9,1 %),

## Административное деление
В 1913 году в уезде было 10 волостей:
| - Баханьская — с. Бахань, - Бычанская — д. Быч, - Глухская — с. Глухи, - Городецкая — с. Городец, - Городищенская — с. Городище, - Грудиновская — д. Рыжиковка, - Долгомохская — с. Долгий Мох, - Ново-Быховская — м. Новый Быхов, - Пропойская — м. Пропойск, - Чигиринская — с. Чигиринка. |